# 騰蛇
騰蛇（とうだ、とうじゃ、ちんじゃ。拼音: téng shé）または騰虵は、中国の伝説上の蛇または龍の一種。霧のなかを推進でき、足はなくとも飛行能力があるとされる。
『爾雅』注釈では龍の一種とする。『本草綱目』によれば、「飛ぶ蛇」の仲間（「翼ある蛇」の仲間でない）が、のちに龍と化するとされる。

## 語釈
騰蛇（正字は螣蛇）は、「とうだ」と読まれるが、「とうじゃ」、「ちんじゃ」と読まれる例もみられる。
『爾雅』には上音が「朕」。下音が「騰」と記される。

## 古典による描写
「螣蛇」に触れている古来の文献はいくつかあるが、近代の神話学者袁珂『中国神話伝説詞典』の「螣蛇」の項では、それらを列挙するにとどめ、螣蛇の解釈はしていない。

### 荀子・韓非子の寓意
前漢の文献では荀子「勧学篇」に「螣蛇（）は足無くして飛ぶ」、韓非子「難勢篇」に慎子いわく「騰蛇霧に遊ぶ」『淮南子』にも同様の記述がみつかる。
いずれも神話が主旨ではなく、物のたとえである。荀子の文章は、螣蛇のように専一（一つの物事に専念する）であれば高みに到達するが、ムササビのように５種の技をもっていても中途半端なばかりであまり高い所を究めることはかなわない、という教訓である。
韓非子が引いた慎到の文章は、賢い才能を持った人間が「勢い」（雲・霧）を得れば昇竜・螣蛇のごとく大事をなすが、それなくしては大事をなせずミミズやアリ（螾螘）に等しい、と説いている。

### 龍蛇の分類
晋代の郭璞（324年没）は、螣蛇は龍の一種であるとし、雲霧を発生させてその中を移動することができたと注釈した。
明代の李時珍（『本草綱目』「諸蛇」の項）では、螣蛇（）は「翼あるもの[蛇]」には分類されないが、「飛ぶもの[蛇]」に分類され、同じ仲間には飛蛇（山海経）がいるとする。しかしながら、「螣蛇（）は龍と化す」とも加えている。

## 詩歌
魏の曹操が作詞した『歩出夏門行』の「亀雖寿」にも"神亀は長寿といえども、最期をむかえる。騰蛇は霧に乗じて[天翔けるも]、ついには土灰となる"と歌われる。

## 星座
中国の天文学・占星学において螣蛇は22の星からなる星官であり、二十八宿、室宿に属する。